# Ханаби (игра)
Ханаби (на френски: Hanabi) е настолна игра с карти и жетони, създадена през 2010 г. Неин основен автор и дизайнер е Антоан Бауза (на френски: Antoine Bauza).  Името ѝ идва от японската дума за фойерверки (花火).  Играта е от кооперативен ролеви тип , в който състезателите влизат в ролята на пиротехнически работници, които трябва заедно да наредят по най-добър начин комбинация от фойерверки, представени в случая с карти. Всички участници играят в един отбор и си съдействат с цел най-голям краен точков резултат. За успех в играта се изисква дедукция, добра памет и сътрудничество между играчите. 

## Правила на играта

### Разпределяне на картите
В играта могат да участват между двама и петима играчи, като броят на картите е 50, а на жетоните с различни фигури е 11. Картите са номерирани от 1 до 5 в пет различни цвята. Тези с номер 5 са най-ценни, защото от тях има само по една от цвят. Единиците са по три броя, а всички останали – по два. Всеки играч получава по 4 или 5 карти, в зависимост от броя на играчите. Той вижда картите на всички останали, освен своите собствени. Картите се държат в ръка с лице към останалите състезатели, за да могат да ги наблюдават през цялото време на играта. Те не играят един срещу друг, а с обща цел. Ако един играч загуби, губят всички. 

### Развитие на играта
Играе се по посока на часовниковата стрелка. Започва играчът с най-ярка дреха. При своя ход всеки играч може да се възползва от три възможности за действие: 
- може да даде информация (да подскаже) на друг играч какви са неговите карти по следния начин:
  - или да посочи на съотборника кои от картите му са от един и същ номер, назовавайки и номера
  - или кои карти в ръката му са от един цвят.

Картите се посочват видимо с ръка. Играчът не може да избере да посочи само част от картите или да покаже карта и цвят. След изпълнен такъв ход играчът не взима нова карта. Подсказванията не могат да бъдат неограничени. Първоначално са разрешени 8 подобни давания на информация.
- може да изхвърли ненужна карта и да вземе нова. Това добавя една нова възможност за подсказване за екипа.
- може да играе карта, за да започне нова поредица или за да продължи съществуваща такава. След това взима нова карта, която поставя в ръката с лице към останалите без да я вижда. Ако се играе грешна карта, която не може да се разпредели в нито една комбинация, то се получава наказание. При три грешки, фойерверките гърмят преждевременно и играта приключва.

За по-точно следене на оставащите наказания и възможности за подсказване се използват различни жетони или токени. Една карта не може да бъде играна по няколко пъти. Играе се до изчерпване на останалите карти в тестето, след което се прави един последен тур. Впоследствие се преминава към изчисляване на отборния резултат.

### Цел и точкуване
Основната цел е да се образуват поредици числа, които символизират поредица от фойерверки. Всяка нова поредица трябва да е с различен цвят. Картите в комбинациите трябва да бъдат във възходящ ред от 1 до 5 и да са от един и същ цвят. В края на играта се преброяват най-горните карти във всяка поредица. Максималният брой точки е 25, който съответства на пълен успех за отбора. При различните версии на играта точките могат да достигат до 30, добавяйки и многоцветни карти. Съществуват различни варианти на играта, които целят да улеснят или затруднят още повече мисията да съотборниците. 

## Награди и номинации
Ханаби спечелва следните международни номинации и награди: 
- Финалист на Juego del Año през 2012 г.
- Победител в Spiel des Jahres в Германия през 2013 г.
- Победител на Fairplay À la carte през 2013 г.
- Номинация за Guldbrikken Best Adult Game през 2014 г.
- Номинация за конкурса Hra roku през 2014 г.
- Номинация за конкурса Nederlandse Spellenprijs Best Family Game през 2014 г.